# Radzanów (powiat białobrzeski)
Radzanów – wieś sołecka w Polsce położona w województwie mazowieckim, w powiecie białobrzeskim, w gminie Radzanów.
Wieś jest siedzibą gminy Radzanów.
| SIMC    | Nazwa            | Rodzaj    |
| ------- | ---------------- | --------- |
| 0634986 | Borki            | część wsi |
| 0634992 | Firlej           | część wsi |
| 0635000 | Kolonia Radzanów | część wsi |

Najstarszy zapis datuje się na 1391 rok, od XIII wieku istnieje parafia św. Marcina z Tours.
Obecnie 356 mieszkańców (2000), dominują rolnicy. W Radzanowie znajdują się też: sklepy, stacja paliw, bank, ośrodek zdrowia, zakłady mięsne i młyn. W pobliskim Rogolinie funkcjonują gimnazjum i szkoła podstawowa.
Prywatna wieś szlachecka, położona była w drugiej połowie XVI wieku w powiecie radomskim województwa sandomierskiego. W latach 1975–1998 miejscowość należała administracyjnie do województwa radomskiego.
Radzanów jest siedzibą rzymskokatolickiej parafii św. Marcina z Tours.